# 1885 في إسبانيا
فيما يلي قوائم الأحداث التي وقعت خلال عام 1885 في إسبانيا.

## سياسة

### تعيين في المنصب
- 13 يوليو – رايموندو فرنانديز فيلافيردي ministro de Gobernación  [لغات أخرى]‏.
- 1 نوفمبر – سيجسموندو موريت Minister of State of Spain ‏.

### انتهاء فترة المنصب
- 27 نوفمبر – رايموندو فرنانديز فيلافيردي ministro de Gobernación  [لغات أخرى]‏.
- 27 نوفمبر – فرانسيسكو سيلفيلا Minister of Grace and Justice ‏.

## كتب
من الكتب التي صدرت هذه السنة في إسبانيا:
- 1 يناير – لا ريخنتا من تأليف ليوبولدو ألاس.

## مواليد

### يناير
- 1 يناير – روما فورنس لاعب كرة قدم.
- 12 يناير – بينثيسلاو فيرنانديث فلوريث كاتب إسباني.

### أبريل
- 12 أبريل – فرانشيسكو برو لاعب كرة قدم إسباني.

### يوليو
- 5 يوليو – بلاس إنفانتي سياسي إسباني.

## وفيات

### يوليو
- 15 يوليو – روساليا دي كاسترو (مواليد 1837)

### نوفمبر
- 25 نوفمبر – ألفونسو الثاني عشر ملك إسبانيا (مواليد 1857)
- 26 نوفمبر – فرانسيسكو سيرانو (مواليد 1810)